# خط طول 110° شرق
خط طول 110° شرق هو أحد خطوط الطول الجغرافية، والتي تمتد من القطب الشمالي الجغرافي إلى القطب الجنوبي الجغرافي، وحسب التحويل الزمني يتقدم خط طول 110° شرق عن خط غرينتش بـ7 ساعات و20 دقيقة.

## من القطب إلى القطب
ينطلق خط طول 110° شرق من القطب الشمالي نحو القطب الجنوبي مرورا بالمناطق التي ترد في الجدول التالي:
| الإحداثيات                           | البلد أو الإقليم أو البحر | ملاحظات |
| ------------------------------------ | ------------------------- | --- |
| 90°0′N 110°0′E / 90.000°N 110.000°E  | المحيط المتجمد الشمالي    | |
| 79°30′N 110°0′E / 79.500°N 110.000°E | بحر لابتيف                | |
| 76°42′N 110°0′E / 76.700°N 110.000°E | روسيا                     | كراسنويارسك كراي — تايميار |
| 74°22′N 110°0′E / 74.367°N 110.000°E | Khatanga Gulf             | |
| 74°0′N 110°0′E / 74.000°N 110.000°E  | روسيا                     | كراسنويارسك كراي |
| 73°42′N 110°0′E / 73.700°N 110.000°E | Khatanga Gulf             | |
| 73°29′N 110°0′E / 73.483°N 110.000°E | روسيا                     | كراسنويارسك كراي ياقوتيا — من 70°24′N 110°0′E / 70.400°N 110.000°E إركوتسك أوبلاست — من 61°19′N 110°0′E / 61.317°N 110.000°E Sakha Republic — من 60°32′N 110°0′E / 60.533°N 110.000°E Irkutsk Oblast — من 59°1′N 110°0′E / 59.017°N 110.000°E بورياتيا — من 56°58′N 110°0′E / 56.967°N 110.000°E كراي عبر البايكال — من 51°37′N 110°0′E / 51.617°N 110.000°E |
| 49°12′N 110°0′E / 49.200°N 110.000°E | منغوليا                   | |
| 42°38′N 110°0′E / 42.633°N 110.000°E | جمهورية الصين الشعبية     | منغوليا الداخلية – مرورا بشرق باوتو (في 40°34′N 110°1′E / 40.567°N 110.017°E) شنشي – من 39°11′N 110°0′E / 39.183°N 110.000°E خوبي – من 33°8′N 110°0′E / 33.133°N 110.000°E Shaanxi – من 32°50′N 110°0′E / 32.833°N 110.000°E Hubei – من 32°31′N 110°0′E / 32.517°N 110.000°E تشونغتشينغ – من 31°26′N 110°0′E / 31.433°N 110.000°E Hubei – من 30°52′N 110°0′E / 30.867°N 110.000°E خونان – من 29°45′N 110°0′E / 29.750°N 110.000°E قوانغشي – من 26°9′N 110°0′E / 26.150°N 110.000°E غوانغدونغ – من 21°53′N 110°0′E / 21.883°N 110.000°E |
| 20°17′N 110°0′E / 20.283°N 110.000°E | بحر الصين الجنوبي         | Qiongzhou Strait |
| 19°56′N 110°0′E / 19.933°N 110.000°E | جمهورية الصين الشعبية     | جزيرة هاينان |
| 18°22′N 110°0′E / 18.367°N 110.000°E | بحر الصين الجنوبي         | |
| 1°42′N 110°0′E / 1.700°N 110.000°E   | ماليزيا                   | سراوق – on the جزيرة بورنيو |
| 1°18′N 110°0′E / 1.300°N 110.000°E   | إندونيسيا                 | كالمنتان الغربية – on the جزيرة بورنيو |
| 1°17′S 110°0′E / 1.283°S 110.000°E   | بحر الصين الجنوبي         | |
| 1°43′S 110°0′E / 1.717°S 110.000°E   | إندونيسيا                 | كالمنتان الغربية – on the جزيرة بورنيو |
| 1°54′S 110°0′E / 1.900°S 110.000°E   | بحر الصين الجنوبي         | |
| 2°57′S 110°0′E / 2.950°S 110.000°E   | بحر جاوة                  | |
| 6°55′S 110°0′E / 6.917°S 110.000°E   | إندونيسيا                 | جزيرة جاوة (جزيرة) |
| 7°53′S 110°0′E / 7.883°S 110.000°E   | المحيط الهندي             | |
| 60°0′S 110°0′E / 60.000°S 110.000°E  | المحيط الجنوبي            | |
| 66°38′S 110°0′E / 66.633°S 110.000°E | القارة القطبية الجنوبية   | الإقليم الأسترالي في القارة القطبية الجنوبية، المطالب الإقليمية بالقارة القطبية الجنوبية by أستراليا |